# Philippe Ramos
Philippe Ramos (nacido en 1964) es un realizador y escenarista de cine francés.

## Trayectoria
Realizó dos películas: una de larga duración "Adiós país" (2002) con Philippe Garziano, Frédéric Bonpart y Anne Azoulay y un mediometraje "Capitán Achab" adaptado de Herman Melville con Frédéric Bonpart (en el papel de Achab) y Valérie Crunchant (papel de Louise).
Esta película obtuvo el premio de la prensa al festival de la película pista de París (2003) y al festival de la película pista de Pantin (2004).
"Adiós país" salió en sala y encontró un éxito demasiado limitado ante el público. Capitán Achab, difundido en varios festivales, fue objeto de una difusión sobre la cadena Arte en la serie "Retratos". También fue objeto de una recepción observada por la prensa (Liberación y el inrrockuptibles) en la Quincena de los realizadores 2004 al festival de Cannes.
Philippe Ramos forma parte con Yves Caumon, Juan-Paul Civeyrac, Alain Guiraudie, Laurent Achard, Sarga Bozon y Juan-Charles Fitoussi de una nueva generación de Cine de autor francés. 
Tras Capitán Achab, y sobre el mismo tema, Philippe Ramos realizó un largometraje en 2006 con Valérie Crunchant, Frédéric Bonpart y Bernard Blancan y para quien obtuvo el Premio de la puesta en escena en el Festival de Locarno 2007.

## Filmografía
- 1993 : Las Islas desérticas
- 1995 : Hacia el silencio
- 1996 : Ici-bas
- 2000 : El Arca de Noé
- 2003 : Adiós país
- 2004 : Capitán Achab

- Datos: Q328926